# HMS Ocean (1863)
Pour les autres navires du même nom, voir HMS Ocean.
Le HMS Ocean est un navire cuirassé de la classe Prince Consort (en) de la Royal Navy. Il est conçu à l'origine comme un navire de ligne de deuxième rang de 91 canons de la classe Bulwark (en), il est converti pendant la construction en frégate blindée de type navire à batterie centrale. Le navire passe l'essentiel de sa carrière à la China Station et y sert de navire amiral pendant un certain temps. À son retour en Grande-Bretagne en 1872, sa coque s'avère partiellement pourrie, il est mis en réserve jusqu'à ce qu'il soit vendu à la ferraille en 1882.

## Description
L’Ocean a une hauteur métacentrique de 6,01 pieds (2 m), ce qui signifie qu'il a beaucoup de roulis et a une plate-forme de tir instable. Sa coque est gainée de métal Muntz (en) pour réduire l'encrassement biologique.
L’Ocean a une simple machine à vapeur horizontale à bielle à retour horizontal à 2 cylindres entraînant un seul arbre d'hélice utilisant de la vapeur fournie par huit chaudières rectangulaires. Le moteur produit 3 165 kW lors des essais en mer du navire en juin 1864, ce qui donne au navire une vitesse maximale de 12,9 nœuds (24 km/h). Sa meilleure vitesse avec l'hélice déconnectée et sous voile seule est de 11,5 nœuds (21 km/h). Le mât d'artimon du navire est ajouté en 1866.
L’Ocean est initialement armé de vingt-quatre canons rayés à chargement par la bouche de sept pouces. Quatre de ces canons sont montés sur le pont supérieur comme canons de poursuite, deux à l'avant et à l'arrière. En 1867, quatre de ces canons sont remplacés par des chargeurs de bouche rayés de huit pouces. Un petit château de commandement est installé de chaque côté du pont supérieur au milieu du navire, mais ils s'avèrent intenables lorsque les canons du navire ont tiré.

## Histoire
Le HMS Ocean est construit le 23 août 1860 en tant que navire de ligne en bois à deux ponts et 90 canons par le Devonport Dockyard. L'Amirauté ordonne le 5 juin 1861 qu'il soit allongé de 23 pieds (7 m), abattu d'un pont et converti en frégate blindée pour le prix de 298 851 £. Le navire est lancé le 19 mars 1863 et mis en service en juillet 1866, mais n'est achevé que le 6 septembre 1866.
L’Ocean sert d'abord dans la Channel Fleet, mais il est presque immédiatement transféré en Méditerranée puis en Extrême-Orient ; il arrive à Batavia le 15 octobre 1867. Il est le seul navire blindé à avoir doublé le cap de Bonne-Espérance seulement avec les voiles. Au cours de ce voyage, l’Ocean établit un record en ayant parcouru 243 milles marins (450 km) le 26 août 1867 avec des chaudières froides, la plus grande distance jamais parcourue à la voile par un cuirassé britannique.
L’Ocean sert sur la China Station pendant cinq ans, de 1867 à 1872, sans s'amarrer une seule fois. Le navire remplace l'ancien HMS Rodney à deux ponts en tant que navire amiral de la station en 1869 lorsque le vice-amiral Henry Kellett prend le commandement; un nouvel équipage est transféré du HMS Donegal et le capitaine William Hewett prend le commandement du navire. En 1871, l’Ocean se renverse et coule une grande jonque chinoise à Xiamen. L’Ocean est relevé à son tour par le HMS Iron Duke en 1872. Sur le voyage du retour, il puise trop d'eau pour passer par le canal de Suez. L'Amirauté ordonne alors qu'il rentre en passant le cap de Bonne-Espérance à la vapeur. Le fond du navire est très sale, il ne parcourt en moyenne que 8,3 nœuds (15 km/h) pendant le voyage. L’Ocean a perdu beaucoup de gainage pendant son séjour en Extrême-Orient et une grande partie de son bordage est en mauvais état. Le navire est relégué dans la réserve du chantier naval jusqu'à sa vente en 1882.